# Partit verd del Quebec
El Partit verd del Quebec (PVQ) és un partit polític de Quebec, que preveu la promoció dels valors verds, del desenvolupament sostenible i de la democràcia participativa. El Partit verd es diferencia per integrar també a gent favorable a la independència del Quebec.
En l'actualitat, Claude Sabourin és el màxim líder, i Dany ouimet és el secretari general.